# Booué
Booué är en ort i Gabon. Den ligger i provinsen Ogooué-Ivindo, i den centrala delen av landet, 280 km öster om huvudstaden Libreville. Antalet invånare är 6 040.